# Goro
Goro (Gòr in dialetto ferrarese; Goro in dialetto gorese) è un comune italiano di 3 390 abitanti della provincia di Ferrara in Emilia-Romagna. Ha fatto parte dell'Unione Delta del Po, fino alla sua soppressione. Il Comune di Goro fa ora parte dell’Unione dei Comuni delle Terre del Delta.

## Geografia fisica
Goro sorge nella parte più meridionale del delta del Po, lungo una striscia di terra compresa a nord dalla sponda destra del Po di Goro, che qui segna il confine tra l'Emilia-Romagna ed il Veneto, e a sud dalle rive della sacca di Goro. Il paese, compreso nel territorio del Parco del Delta del Po, è situato a 63 km ad est dal capoluogo provinciale Ferrara. Insieme a Comacchio e Codigoro rappresenta uno dei tre soli comuni costieri della regione storica d'Emilia.
Il comune di Goro confina a nord-est con quello di Ariano nel Polesine, a sud con il mare Adriatico, ad ovest con quello di Codigoro e a nord-ovest con quello di Mesola. Oltre al capoluogo l'unica frazione del comune gorese è Gorino.

### Territorio
- Classificazione sismica: zona 4 (sismicità molto bassa), Ordinanza PCM n. 3274 del 20/03/2003

### Clima
La stazione meteorologica più vicina è quella di Codigoro.
In base alla media trentennale di riferimento 1961-1990, la temperatura media del mese più freddo, gennaio, si attesta a +2,1 °C; quella del mese più caldo, luglio, è di +23,5 °C.
- Classificazione climatica: zona E, 2269 GR/G

## Storia

L'alluvione di Goro del novembre 1958

Il toponimo di Goro deriva da "Gaurus", un vecchio ramo del Po di derivazione del Volano.
L'abitato si formò nella prima metà del XVIII secolo sull'argine destro del Po, tra il fiume e il mare, in un territorio paludoso dove si ergevano dossi. Qui furono costruite le prime abitazioni, i casoni di canna, una tipologia abitativa rimasta quasi invariata dai primi insediamenti nel delta del Po sino alla loro sostituzione con case in muratura.
Dall'inizio del '600 il porto si spostò progressivamente verso sud-est per il rapido avanzamento della costa che arrivò, un secolo dopo, all'altezza dell'attuale abitato di Goro, iniziando la formazione dell'attuale nota "Sacca di Goro".
La storia di Goro è caratterizzata dalla continua lotta dell'uomo contro le acque del mare e del fiume. Ne sono testimonianza gli antichi manufatti di regimazione idraulica, come Torre Palù, Torre Abate, Balanzetta e la chiavica dell'Agrifoglio, e i fari, che dimostrano l'incessante modificarsi del territorio. Nel pieno della seconda guerra mondiale, il 28 marzo 1944, i fascisti uccisero cinque uomini nei pressi di Gorino.
Nella notte tra il 12 e 13 novembre 1958 l'argine ad est del porto di Goro non resistette alla mareggiata provocata dal forte vento di Scirocco che soffiava da giorni, e l'acqua subito invase la Valle Bonello appena bonificata, poche ore dopo fu travolto dalle onde anche l'argine della marina davanti a Ca' Romanina allagando Valle Pioppa e la Scolà causando il conseguente allagamento del paese. Tra la fine degli anni cinquanta e l'inizio degli anni sessanta, il paese iniziò lentamente ad uscire dalla sua depressione economica e dall'isolamento grazie alla riforma agraria, alle bonifiche e alla costruzione della Strada Statale 309 Romea.
Nel 1962 Goro, fino ad allora frazione di Mesola, divenne comune autonomo tramite il DPR n. 1376 del 5 agosto.

### Simboli

Il gonfalone comunale

Lo stemma e il gonfalone sono stati concessi con DPR del 2 novembre 1972.
Le spighe di grano e l'ippocampo simboleggiano le produzione cerealicola della zona e la posizione del paese sul parco regionale del Delta del Po.
Il gonfalone è un drappo di rosso.

## Monumenti e luoghi d'interesse

### Architetture religiose
- Chiesa della Beata Vergine delle Grazie, chiesa parrocchiale.

### Architetture civili
- Lanterna Vecchia, è l'antico faro che un tempo illuminava la via dei marinai. La lanterna fu costruita nel 1864, in prossimità della foce, ma i progressivi depositi fluviali lo allontanarono sempre più dal mare (dista 4 km), rendendolo inutile. Oggi la lanterna è stata recuperata ed è utilizzata come osservatorio naturalistico sulla sacca di Goro; è raggiungibile a piedi ed in bicicletta attraverso un percorso naturalistico o via mare con partenza dal Porto di Gorino
- Faro di Goro (1951), realizzato sull'Isola dell'Amore, per sostituire l'ottocentesca Lanterna Vecchia. Di base cilindrica, è alto circa 22 metri ed è sormontato da una lanterna che ha un fascio luminoso di 10 miglia
- Casa del Popolo (XIX secolo)
- Porto di Goro, che costituisce la parte più interna dell'omonima Sacca
- Mercato ittico, nel quale ogni giorno viene battuta l'asta del pescato "ad orecchio": per ogni partita di pesce i commercianti interessati annunciano sommessamente il prezzo d'acquisto all'astatore il quale, al termine delle contrattazioni, cede la merce al miglior offerente.
- Torre Palù: struttura di carattere prevalentemente idraulico, posta a cavaliere del Canal Bianco, serviva a trasferire con un sistema di porte vinciane le acque di questo canale nell’Adriatico, impedendo al tempo stesso l’ingresso delle acque marine nel sistema di drenaggio (ma anche di irrigazione) della parte più settentrionale del territorio ferrarese. Costruita nel Settecento, presenta una notevole compiutezza formale; la sua altezza serviva anche al controllo del territorio. È stata restaurata nel 1985-1986.

## Società

### Evoluzione demografica
Abitanti censiti

### Immigrazione straniera
Al 31 dicembre 2019 a Goro risultano residenti 56 cittadini stranieri.

## Cultura
A Goro nel 1939 è nata la cantante Milva.

### Eventi
Nel periodo maggio – giugno è possibile gustare i numerosi piatti del luogo alla "sagra del pesce" che si tiene nella vicina frazione di Gorino.
Nel secondo e terzo fine settimana di luglio si svolge la "Sagra della Vongola Verace" organizzata dall'Associazione Turistica Pro Loco Goro.
Ulteriore festività è la "fiera di S. Antonio", santo patrono dei pescatori, che si tiene a Goro la domenica successiva al 13 giugno.

### Media

#### Televisione
Il paese è stato il soggetto del documentario di Sergio Zavoli I vivi e i morti di Goro del 1963.

## Geografia antropica

### Frazioni
Lo statuto comunale riconosce come unica frazione Gorino.

## Economia

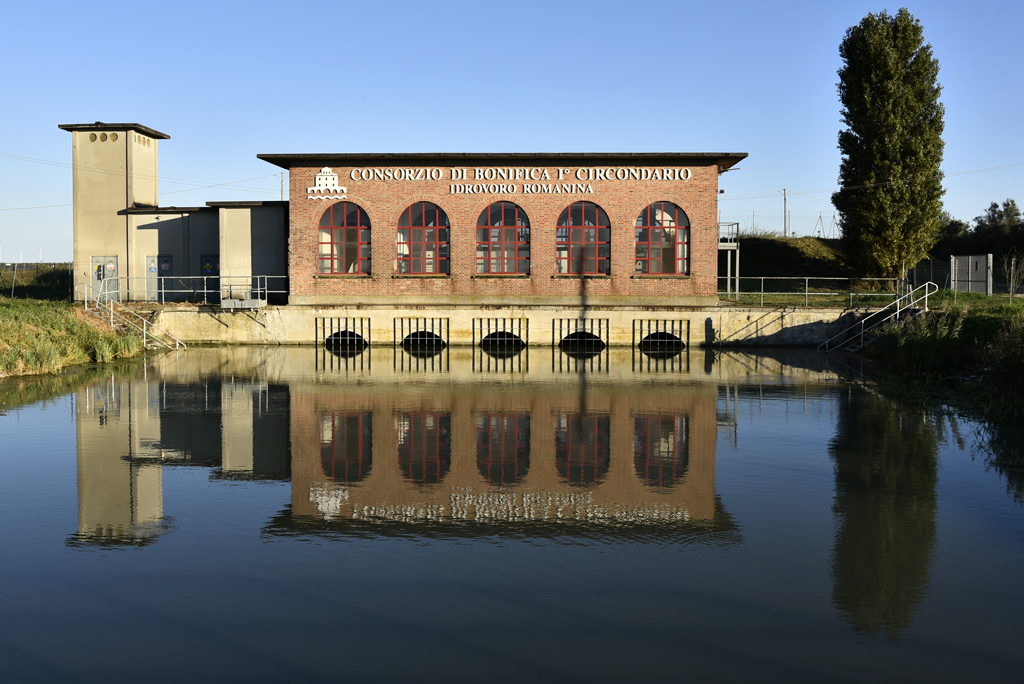
L'idrovora de La Romanina

Goro ha un porto moderno che conserva tratti del borgo peschereccio di un tempo. Pesca, venericoltura e mitilicoltura sono al primo posto nell'economia locale e la locale flottiglia supera le 2.500 imbarcazioni. Il paese vanta il primato europeo nella produzione della vongola verace e si posiziona ai primi posti a livello mondiale. La venericoltura, praticata nella vicina sacca di Goro a partire dagli anni settanta, impiega l'80% delle famiglie goresi e rappresenta il 90% della produzione regionale ed il 40% di quella nazionale.
Altra importante voce dell'economia locale è il turismo, grazie alla presenza del Parco regionale del Delta del Po dell'Emilia-Romagna.

## Infrastrutture e trasporti

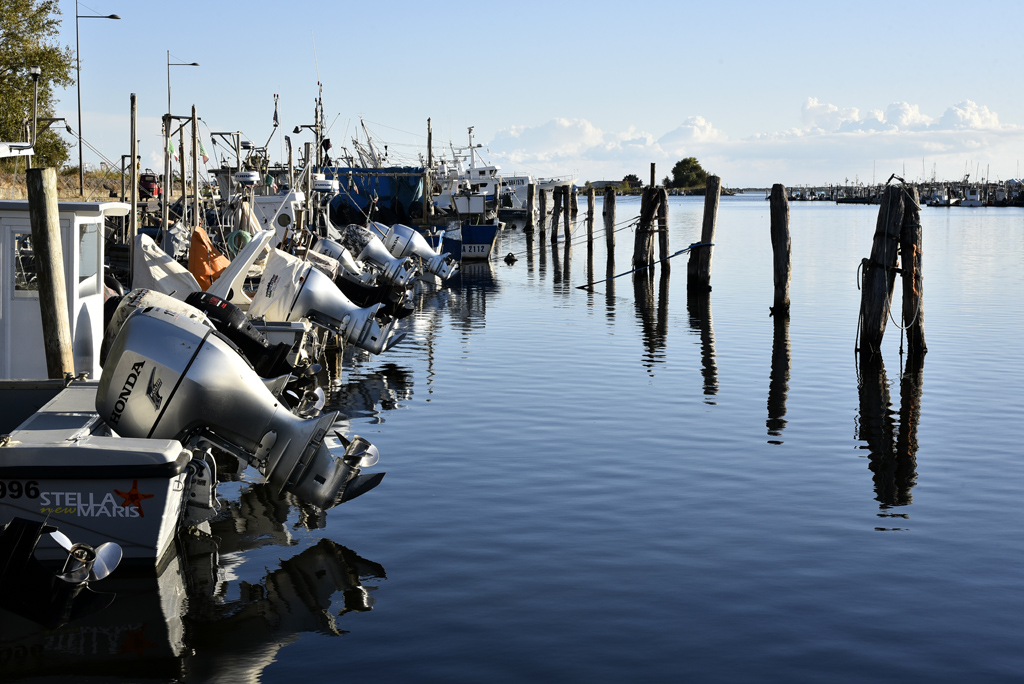
Marina di Goro

### Strade
La principale via d'accesso a Goro è la strada provinciale 27, che lo unisce alla Strada statale 309 Romea.

### Porti
- Porto commerciale e turistico di Goro
- Porto commerciale e turistico di Gorino

## Amministrazione
Di seguito è presentata una tabella relativa alle amministrazioni che si sono succedute in questo comune.
| Periodo        | Periodo          | Primo cittadino    | Partito                                                        | Carica  | Note   |
| -------------- | ---------------- | ------------------ | -------------------------------------------------------------- | ------- | ------ |
| 22 giugno 1988 | 2 ottobre 1992   | Rolando Ricci      | Partito Comunista Italiano, Partito Democratico della Sinistra | Sindaco | [ 13 ] |
| 2 ottobre 1992 | 16 giugno 1993   | Adelmo Bellotti    | Partito Democratico della Sinistra                             | Sindaco | [ 13 ] |
| 16 giugno 1993 | 16 dicembre 1996 | Adelmo Bellotti    | Partito Democratico della Sinistra                             | Sindaco | [ 13 ] |
| 28 aprile 1997 | 14 maggio 2001   | Rino Conventi      | Lista civica                                                   | Sindaco | [ 13 ] |
| 14 maggio 2001 | 30 maggio 2006   | Rino Conventi      | Lista civica                                                   | Sindaco | [ 13 ] |
| 30 maggio 2006 | 16 maggio 2011   | Vincenzino Soncini | Lista civica                                                   | Sindaco | [ 13 ] |
| 16 maggio 2011 | 5 giugno 2016    | Diego Viviani      | Lista civica: Goro e Gorino nel cuore                          | Sindaco | [ 13 ] |
| 6 giugno 2016  | 4 ottobre 2021   | Diego Viviani      | Lista civica: Goro e Gorino nel cuore                          | Sindaco | [ 13 ] |
| 4 ottobre 2021 | in carica        | Maria Bugnoli      | Lista civica: Insieme per unire                                | Sindaco |        |

## Sport
A.S.D. F. Ricci è la squadra principale di calcio di Goro che nella stagione 2015/2016 ha vinto il campionato di 2ª Categoria del campionato di calcio italiano, l'attuale presidente è Matteo Maestri. La maggior categoria in cui ha militato la squadra di casa è il campionato di promozione.